# Star Wars: The Old Republic
Star Wars: The Old Republic (укр. Зоряні війни: Стара Республіка), скорочено SWTOR — сюжетна багатокористувацька рольова онлайн-гра (MMORPG) у всесвіті Зоряних Війн, розроблена BioWare Austin — техаським підрозділом студії. Гра була анонсована 21 жовтня 2008 року і випущена 20 грудня 2011 року на платформі Microsoft Windows у Європі та Північній Америці. В Океанії та Азії реліз відбувся трохи згодом — 1 березня 2012 року. У листопаді 2012 року Star Wars: The Old Republic було вирішено перевести на free-to-play модель.
Події в грі відбуваються через 300 років після ігор серії Star Wars: Knights of the Old Republic. Star Wars: The Old Republic стала першою повністю озвученою ММО з локалізаціями англійською, французькою та німецькою мовами. У січні 2012 року Star Wars: The Old Republic була офіційно визнана Книгою рекордів Гіннеса «Найбільшим озвученим проєктом розважальної індустрії за всю історію» з понад 200 тисячами записаних діалогових реплік.
Хоча компанія і не робила публічних заяв з цього приводу, за підрахунками журналістів та експертів ігроіндустрії — Star Wars: The Old Republic є однією з найдорожчих розроблених відеоігор індустрії. Протягом трьох днів після запуску, гра мала робочий онлайн в один мільйон передплатників, що стало найшвидшим показником у світі для жанру MMO, проте вже в наступні місяці значна частка активного онлайну була втрачена, хоча проєкт все ще залишився прибутковим. З тих пір гра прийняла гібридну безкоштовну бізнес-модель із можливістю передплати. Критики та спільнота зустріли гру позитивно, що дозволяє розробникам періодично випускати оновлення. За мотивами гри було випущено кілька книг і коміксів. За оцінками експертів, у 2013 році гра принесла 139 мільйонів доларів додаткового прибутку на додачу до доходів від підписки. У жовтні 2019 року Electronic Arts оголосили, що прибутки Star Wars: The Old Republic наближаються до одного мільярда доларів, що робить гру безумовним фінансовим успіхом, враховуючи що її розробка коштувала компанії 200 мільйонів доларів.

## Сюжет
Дія відбувається незабаром після встановлення нестійкого миру між відновленою Імперією ситхів і Галактичною Республікою, через 300 років після фіналу Star Wars: Knights of the Old Republic. На джедаїв покладено провину за поразки під час 28-річної Великої галактичної війни. Джедаї перенесли свій центр із Корусанта на Тайтон, а ситхи контролюють Коррібан, де відновили Академію ситхів.
Під час цих подій контрабандиста на ім’я Ніко Окарр ведуть до його тюремної камери у в’язниці на орбіті Коррібану джедайка Сатель Шан (озвучена Дженніфер Гейл) та її вчитель Као Сен Дарах. Раптом ситх на ім'я Дарт Малгус (озвучений Джеймі Ґловером) і його вчитель Віндікан разом з воїнами атакують в’язницю. Сатель, військовий Джейс Малком і Окарр тікають від нападу, але Малгусу перерізає шлях Дараху. Потім Малгус вбиває Віндікана, якого поранив Дарах.
Через десять років Сатель очолює атаку на групу ситхів, до складу якої входить Малгус. Джейс Малком, який став командиром загону, заявляє, що, незважаючи на втрати, все ще є надія. Малгус, носячи маску, що закриває його ніс і рот, веде армію ситхів у храм джедаїв на Корусанті, де вбиває багатьох джедаїв, включаючи верховного магістра Вена Залло. Сатель Шан доводиться очолити джедаїв замість нього.
Дія самої гри розгортається в холодну війну невдовзі після цих подій, коли Орден джедаїв і Галактична Республіка намагаються зберегти свій контроль над головними планетами, а ситхи планують розширення своєї імперії. Конфлікт починається на багатьох фронтах і на багатьох планетах, тоді як місцеві фракції залучені в політичну боротьбу або громадянську війну.

## Розробка
Old Republic — це перша спроба BioWare виходу на MMORPG ринок і третя MMORPG у всесвіті Зоряних Війн після Star Wars Galaxies, яка була закрита в грудні 2011 року — того ж місяця, коли  випустили SWTOR, — і Clone Wars Adventures, яку закрили в березні 2014 року. Над розробкою гри працювала команда BioWare Austin. BioWare давно були зацікавлені в роботі над MMORPG, але чекали, доки у них не з’являться «правильні партнери, правильна команда та правильна ІВ». Основна увага в грі зосереджена на персональних історіях персонажів та, у жовтні 2008 року BioWare заявляли, що ця гра має більше сюжетного вмісту, ніж усі інші випущені ними ігри разом. Команда сценаристів працювала над проєктом довше, ніж будь-яка інша команда розробників. У жовтневому превью 2008 року було зазначено, що 12 штатних сценаристів працювали над SWTOR більше двох років на той момент. Хоча BioWare не розкриває витрати на розробку, лідери галузі та фінансові аналітики оцінюють її в 150–200 мільйонів доларів або більше, що робить її на той час найдорожчою коли-небудь створеною відеоігрою, хоча, якщо врахувати маркетингові витрати, її затьмарює Grand Theft Auto V, орієнтовна вартість якої становить 265 мільйонів. Протягом трьох днів після запуску, гра мала робочий онлайн в один мільйон передплатників, що стало найшвидшим показником у світі для жанру MMO, проте вже в наступні місяці значна частка активного онлайну була втрачена, хоча проєкт все ще залишився прибутковим. З тих пір гра прийняла гібридну безкоштовну бізнес-модель із можливістю передплати. За оцінками експертів, у 2013 році гра принесла 139 мільйонів доларів додаткового прибутку на додачу до доходів від підписки.
Перший кінематографічний трейлер гри, «Deceived», був показаний на прес-конференції Electronic Arts під час Е3 2009 1 червня 2009 року, а публічну демо-версію вперше продемонстрували на Gamescom. 29 вересня 2009 року BioWare оголосили про прийом заявок на тестування від ігрової спільноти, вже за лічені хвилини офіційний веб-сайт гри не витримав шаленого трафіку бажаючих стати ігровими тестерами, після чого BioWare змушені були провести його реформацію, враховуючи збільшення добового трафіку. Другий кінематографічний трейлер, «Hope», який зображує битву за Альдераан, що відбулася до гри, був випущений 14 червня 2010 року. 6 червня на виставці E3 2011 було презентовано новий трейлер «Return», в якому показано, як перші сили вторгнення ситхів повертають свій рідний світ Корибан. Про початок тестування, яке відбувалося на території Північної Америки було офіційно оголошено 9 липня 2010 року.
В Австралазії випуск було відкладено, щоб затримати цифрові та фізичні копії і уникнути будь-яких проблем з перенавантаженням серверів під час запуску. Однак розробники не стали блокувати гру за регіоном або IP-адресою, що дозволяло гравцям купувати гру в інших регіонах. Крім того, BioWare дозволили гравцям з Австралії та Нової Зеландії брати участь у бета-тестах гри. Менеджер спільноти BioWare Еллісон Берріман сказала, що «дані цього тесту будуть використані для прийняття рішень щодо запуску гри в регіонах Океанії».

### Передача гри іншим розробникам
7 червня 2023 року видання IGN, посилаючись на власні джерела, повідомили про передачу видавцем The Old Republic сторонній студії. Згідно з джерелами, знайомими з цією справою, студія Broadsword і Electronic Arts вже підписали угоду, яка вступить в силу того ж місяця. Згідно з угодою, подальшу роботу над The Old Republic буде передано компанії Broadsword Online, якою керує колишній співзасновник Mythic Entertainment і віце-президент BioWare Роб Дентон, що вже працював над The Old Republic на початкових етапах її розробки. Після публікації цієї історії EA виступили з публічною заявою: «Через майже 12 років після свого релізу Star Wars: The Old Republic залишається успішним проєком і продовжує радувати свою віддану та пристрасну спільноту. Ми дуже пишаємося роботою, яку виконала наша команда, і майбутнє гри та спільноти продовжує бути яскравим. Ми обережно зважуємо надані нашій грі та команді можливості росту та розвитку, що включає співпрацю з Broadsword, студією, яка спеціалізується на онлайн-проєктах. Наша мета — зробити все найкраще як для самої гри, так і її гравців».

## Реліз
11 жовтня 2011 року BioWare оголосили, що Star Wars: The Old Republic вийде глобально 20 грудня 2011 року. Однак цей «глобальний» запуск включав лише Північну Америку та частину Європи, оскільки дата запуску для регіонів Азії та Окенії була відкладена на 1 березня 2012 року. Дочасний доступ було надано за тиждень до випуску, 13 грудня 2011 року, для гравців, котрі передзамовили гру онлайн, а доступ відкривався "хвилями" на основі дати передзамовлення. 26 квітня 2012 року гра стала доступна на Близькому Сході та в решті європейських країн, які були виключені з початкового запуску (серед яких Україна, авжеж). 21 липня 2020 року гра стала доступною в Steam.

### Цифрові доповнення

#### Rise of the Hutt Cartel
У жовтні 2012 року BioWare анонсувала перше цифрове доповнення Rise of the Hutt Cartel, у якому картель Гаттів намагається кинути виклик Галактичній Республіці та Імперії Сітхів за контроль над галактикою. Максимальний рівень було підвищено до 55. Весь контент доповнення зосереджено на планеті Макеб, яка приховує «могутню таємницю». Подібно до основної гри, кампанія на Макеб повністю озвучена. Rise of the Hutt Cartel було випущено 14 квітня 2013 року. Гравці, що оформили передзамовлення до 7 січня, отримали дочсний доступ починаючи з 9 квітня. Наприкінці вересня Rise of the Hutt Cartel стало безкоштовним після оформлення платної підписки на гру. На сьогоднішній день, це доповнення є безкоштовним для всіх гравців Star Wars: The Old Republic.

#### Galactic Starfighter
У жовтні 2013 року BioWare анонсували наступне доповнення, яке, на відміну від свого попередника Rise of the Hutt Cartel, не включало жодного сюжетного контенту, однак Galactic Starfighter представив космічні PvP бої 12х12 гравців на двох картах з механікою «захопленням прапора». На старті було доступно три базові винищувачі: розвідник, ударний винищувач і бойовий корабель, тоді як інші бойові одиниці можна купити з внутрішньоігрову валюту. Гравці з чинною платною підпискою отримали можливість дочасного доступу 3 грудня 2013 року. Гравці, які не мали активної підписки, але придбали будь-які товари через ігровий магазин, також отримали дочасний доступ починаючи з 14 січня 2014 року. Повний доступ для всіх гравців було відкрито 4 лютого 2014 року. Оновлення також додало новий режим гри «Deathmatch» та бомбардувальник, як новий клас винищувачів.

#### Galactic Strongholds
У січні 2014 року BioWare оприлюднили плани на 2014 рік, включаючи два пакети доповнень, один з яких був схожий на Galactic Starfighter за обсягом, а інший більш схожий на Rise of the Hutt Cartel. Перший має назву Galactic Strongholds, представляючи житлові локації для ігрових гільдій. Гравці з чинною платною підпискою отримали дочасний доступ 19 серпня 2014 року. Повний доступ до всіх гравців з обліковим записом було відкрито у жовтні 2014 року.

#### Shadow of Revan
6 жовтня BioWare анонсували друге заплановане сюжетне розширення під назвою Shadow of Revan. Сюжет зосереджено на Ордені Ревана, раніше маргінальній групі, яка з’явилася на початку імперських місій, тепер – великій армії, яка прагне встановити новий галактичний порядок, очолюваний самим відродженим Реваном. Доповнення підвищило максимальний рівень до 60 і розгортається у двох нових світах: Ріші, тропічному піратському притулку на краю галактики, і Явіні 4 (відомому гравцям з оригінального фільму «Нова надія»), дому старої секти ситхів-воїнів під назвою Масасі. Гравці, які зробили передзамовлення до 2 листопада 2014 року, отримали дванадцятикратне збільшення досвіду під час місій, сім днів дочасного доступу, косметичні внутрішньоігрові предмети та безкоштовне видання Rise of the Hutt Cartel (з можливістю передачі його іншому гравцю). Повний доступ для всіх гравців було відкрито 9 грудня 2014 року.

#### Knights of the Fallen Empire
У червні 2015 року на прес-конференції Electronic Arts в рамках E3 2015 було анонсовано третє сюжетне доповнення до гри під назвою Knights of the Fallen Empire. Доповнення зосереджено на динамічній кінематографічній подачі сюжету. Розробники додали нові планети, компаньйонів та підвищили максимальний рівень. Кінематографічний трейлер під назвою «Sacrifice» був випущений разом з анонсом. Трейлер, створений Blur Studio, отримав схвалення критиків і був нагороджений премією «Найкращий трейлер E3» від IGN. Перші дев’ять розділів Knights of the Fallen Empire були запущені 27 жовтня 2015 року, а додаткові розділи стали доступними на початку 2016 року. Після виходу цього доповнення, Rise of the Hutt Cartel і Shadow of Revan стали безкоштовними для гравців з активною підпискою і залишаються в обліковому записі, навіть якщо підписку скасовано.
Випуск Knights of the Fallen Empire описує історію «Чужака» — персонажа гравця. Доповнення представило нових персонажів-компаньйонів, доступних для всіх класів. Однією з функцій, представлених у розширенні, була система Альянсу, яка передбачає вербування союзників з усієї галактики. Гравці отримали можливість зміцнити своє повстання, надаючи ресурси «спеціалістам», які контролюють чотири сфери діяльності: технологію, торгівлю, армію і використання Сили. Більшість контенту попередніх доповнень було значно оптимізовано, дозволяючи гравцям підвищувати рівень персонажа, виконуючи лише сюжетні та специфічні для класу місії. Також був представлений режим соло для проходження сюжетної лінії.

#### Knights of the Eternal Throne
У грудні 2016 року було випущено четверте сюжетне розширення та шосте велике оновлення, Knights of the Eternal Throne, що збіглося з п’ятирічним ювілеєм гри. Кінематографічний трейлер під назвою «Betrayed» був випущений разом з анонсом доповнення, яке продовжило історію «Чужака». Максимальний рівень було підвищено, а сюжетна лінія складалася з дев’яти розділів, які повністю можно пройти соло.

#### Onslaught
У квітні 2019 року на офіційному сайті було оголошено про наступне доповнення, Onslaught, яке планувалося до виходу у вересні 2019 року. У серпні було оголошено, що дату релізу Onslaught перенесено з вересня на 22 жовтня 2019 року. Випуск Onslaught через майже три роки був найбільшим розривом між доповненнями та основними оновленнями гри, які зазвичай відбуваються щорічно. Це розширення підняло максимальний рівень до 75.

#### Legacy of the Sith
На святкуванні десятирічного ювілею гри, 2 липня 2021 року в прямому ефірі на Twitch, було представлено восьме велике розширення Legacy of the Sith. Доповнення є продовженням сюжетної лінії з Onslaught, де гравець переслідує Дарта Малгуса по всій галактиці, щоб розкрити його плани, одночасно беручи участь у великій битві в океанському світі Манаан, куди вторглася Імперія ситхів. Розширення підвищує максимальний рівень і вводить оновлене створення персонажів із розширеною механікою класів. Реліз був запланований на 14 грудня 2021 року, як безкоштовне оновлення для гравців з активною підпискою, але дату випуску було відкладено до 15 лютого 2022 року. Новий кінематографічний трейлер під назвою «Disorder» вийшов у той же день, що й доповнення.

## Кінематографічні трейлери
Bioware випустили шість короткометражних фільмів у вигляді кінематографічних трейлерів для SWTOR та її доповнень. Deceived був випущений 1 червня 2009 року і показує атаку ситхів на храм джедаїв на Корусанті за десять років до гри. Hope був випущний 14 червня 2010 року та показує битву за Альдераан за 24 роки до подій гри. Return випущений 6 червня 2011 року та показує напад на космічну станцію Республіки над стародавнім рідним світом ситхів Коррібан, що почало війну, за 38 років до подій гри. Sacrifice вийшов 14 червня 2015 року та описує історію Арканна та Тексана, близнюків-спадкоємців Валкоріона, Імператора Вічної Імперії. Betrayed вийшов 7 жовтня 2016 року та розповідає про історію Вейліна. Disorder був випущений 15 лютого 2022 року та показує джедаїв Денолма Орра та Сахар Катін, які намагаються отримати голокрон Дарта Нула, творця Дітей Імператора. Перші п'ять пізніше були перевидані в роздільній здатності 4K.

## Інше медіа
У листопаді 2011 року видавництво Chronicle Books опублікувало книгу The Art and Making of Star Wars: The Old Republic, яка описує створення гри та містить концепт-арти та інтерв’ю з командою розробників. Книгу написали колишній редактор Star Wars Insider Френк Парізі та сценарист BioWare Деніел Еріксон. Книга містить передмову Майка «Гейба» Крагуліка з Penny Arcade.
До релізу гри 20 грудня BioWare щодня випускали музичні треки з гри, що не були включені до саундтреку, який постачався з колекційним виданням гри. Перший випущений трек мав назву «The Mandalorian Blockade».
Razer випустили кілька периферійних пристроїв на основі ігрової символіки, зокрема виготовлені на замовлення клавіатури, миші, ігрові гарнітури та килимки для миші.
Між 2012 і 2014 роками LEGO випустили чотири набори на основі гри: 9497 Republic Striker-class Starfighter, 9500 Sith Fury-class Interceptor, 75001 Republic Troopers vs. Sith Troopers і 75025 Jedi Defender-class Cruiser у рамках своєї тематичної колекції LEGO Star Wars.

## Оцінки і відгуки
| Агрегатор  | Оцінка |
| ---------- | ------ |
| Metacritic | 85/100 |

| Видання        | Оцінка |
| -------------- | ------ |
| GameSpot       | 8.0/10 |
| GameSpy        | [ 61 ] |
| GamesRadar+    | 8/10   |
| PC Gamer (США) | 93/100 |

Відеогра отримала в цілому дуже схвальні відгуки від оглядачів. Так, на вебсайті-агрегаторі «Metacritic» The Old Republic отримала середню оцінку 85 балів зі 100 можливих на основі 73 оглядів.
G4TV дали грі оцінку 5/5 і похвалили її за «висококласну музику та озвучку» і «сотні годин контенту». PC Gamer поставили 93/100, хваляючи історію, озвучку та кількість доступного контенту. GameSpy дали оцінку 4/5, високо оцінивши сюжетні лінії та персонажів, але критикуючи «стандартні квести вбити-принести». GameSpot оцінили гру на 8/10, сказавши, що «[The Old Republic] не є откровенням у рольових онлайн-іграх. Натомість це дуже цікаве удосконалення того, що було раніше». GamesRadar дав грі 8/10 назвавши її «надзвичайно задовільним досвідом, який готує основу для світлого майбутнього». 1Up.com поставили грі «B» і заявили: «The Old Republic далека від досконалості, але жодна гра з часів World of Warcraft не пропонувала подібного досвіду з настільки високою привабливістю».
MSNBC назвали Star Wars: The Old Republic грою року. У 2012 році фонд AbleGamers визнали Star Wars: The Old Republic «Мейнстрімом 2011 року» за її здатність пристосуватись до геймерів з особливими потребами.